# Adonis von Zschernitz

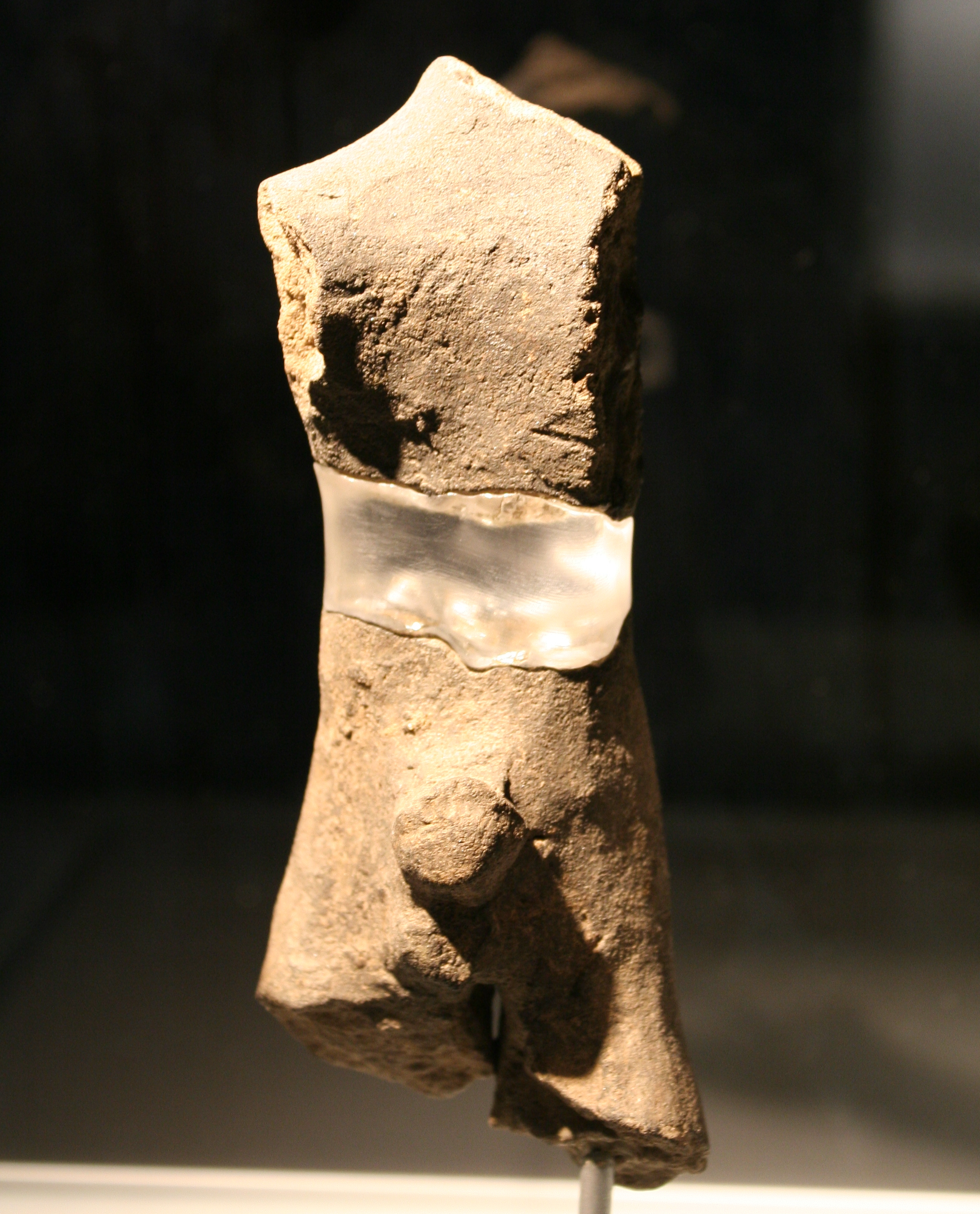
Der Adonis von Zschernitz

Als Adonis von Zschernitz wird die am 19. August 2003 am Ortsrand von Zschernitz (Lkr. Nordsachsen, Sachsen) bei Ausgrabungsarbeiten in einer Siedlungsgrube gefundene Tonfigur aus der Jungsteinzeit bezeichnet. Die zwischen 5200 und 5100 v. Chr. in der jüngeren Linienbandkeramik hergestellte Kleinplastik ist die älteste männliche Tonfigur Mitteleuropas. Sie ist heute Bestandteil der Dauerausstellung im Staatlichen Museum für Archäologie Chemnitz.

## Auffindungsgeschichte
Die Ausgrabungen des Landesamtes für Archäologie Sachsen an der Fundstelle ZNT-08 bei Zschernitz waren Teil der Prospektionsarbeiten zum Bau einer Trasse für eine Erdgasleitung der Mitteldeutschen Gasversorgung GmbH (MITGAS). Die inzwischen fertiggestellte, etwa 70 km lange Erdgasleitung verläuft von Peißen (Sachsen-Anhalt) nach Wiederitzsch (Sachsen). Die archäologischen Feldarbeiten begannen im April 2003, wobei mit Beginn des Oberbodenabtrags durch den Bagger bereits die enorme vorgeschichtliche Siedlungsdichte auf einer leichten Anhöhe auffiel, die etwa zwischen den heutigen Gemeinden Doberstau, Klitschmar und Zschernitz liegt. Nur knapp 2 km von der Fundstelle ZNT-08 entfernt befindet sich die Kreisgrabenanlage von Kyhna aus der Zeit der Stichbandkeramik. Nach mehreren Monaten örtlicher Grabung an der Fundstelle ZNT-08 mit Siedlungsresten und Gräbern der Bandkeramik, der Gaterslebener Kultur, der Salzmünder Kultur, der Baalberger Kultur, der Schnurkeramik und jüngerer Perioden der Vorgeschichte zeichnete sich im zentralen Teil der Siedlung eine mehrphasige Besiedlung ab, mit stratigraphischen Überlagerungen von älteren und jüngeren neolithischen Befunden. Am 19. August 2003 gegen 8.30 Uhr fand der Grabungsarbeiter Manfred Berger beim Aushub einer bandkeramischen Siedlungsgrube den tönernen Torso einer menschlichen Figur. Ein Kamerateam des MDR, das für das Kulturmagazin artour von den laufenden Arbeiten berichten wollte, war unmittelbar am Fundplatz zugegen. Nach Rücksprache mit dem Landesamt für Archäologie Sachsen gab Grabungsleiter Leif Steguweit vor Ort eine erste Stellungnahme zur außergewöhnlichen Bedeutung des Fundes ab. Die bereits zwei Tage später (nach der Pressekonferenz im Landesamt für Archäologie) ausgestrahlte Sendung brachte dem Fund eine bemerkenswerte Medienpräsenz ein. Anlässlich der Pressekonferenz am 21. August 2003 wurde auch der Name „Adonis von Zschernitz“ vorgestellt.
Am 23. August 2003 wurde der Adonis im Sächsischen Staatsministerium für Wissenschaft und Kunst erstmals öffentlich ausgestellt. Im Herbst 2003 war er im Rahmen einer Sonderausstellung des Landesmuseums für Vorgeschichte im Japanischen Palais in Dresden zu sehen.

## Bedeutung des Fundes
Das Idol hebt sich nicht nur durch die bislang einmalige explizite Darstellung des männlichen Geschlechts hervor, sondern vor allem auch durch die zu jener Zeit vollständig unübliche anatomische Präzision. Das etwa 8 cm hohe, dunkelbraune Fragment ist etwa vom Nabel abwärts bis unterhalb des Gesäßes erhalten. Die Figur war insgesamt ursprünglich etwa 25–30 cm hoch. Das Gesäß ist in bandkeramischer Manier mit in den noch weichen Ton eingeritzten Linien verziert, in Form von zwei Reihen hängender Dreiecke. Diese werden jeweils durch eine horizontale Linie getrennt. Zum Oberkörper hin sind zwei besonders stark eingetiefte Abschlusslinien angebracht worden, was evtl. einen Gürtel darstellen soll. Die Stilisierung entspricht dem zeitgleichen Verzierungsstil auf Gefäßen der mittleren bis jüngeren Bandkeramik in Mitteldeutschland. Dass diese neben der ornamentalen Bedeutung einen Symbolgehalt hatten, ist in Anbetracht wiederkehrender Motive sehr wahrscheinlich. Über die gesicherte Einordnung des Adonis in den relativ eng begrenzbaren Zeitrahmen zwischen 5.200-5.100 v. Chr. besteht wegen des ungestörten Befundes in einer Siedlungsgrube mit einer Vielzahl von Keramikabfall aus identischem Ton sowie Ornamenten der mittleren bis jüngeren Linienbandkeramik kein Zweifel.
Sogenannte Idole aus Ton treten im gesamten Verbreitungsgebiet der Bandkeramik auf. Vollständig erhaltene Figuren sind vergleichsweise selten (im Unterschied zu gleichzeitigen Kulturen in Südost-Europa). Aus Sachsen ist nur die 1964 gefundene sogenannte „Venus von Zauschwitz“ (Lkr. Leipziger Land) aus der Kultur der Stichbandkeramik vollständig erhalten. Sehr häufig sind dagegen Bruchstücke von Figuren (Gliedmaßen, Torsi, Köpfe) im Siedlungsabfall.
Bisher bekannte, oft recht kleine Figuren aus der Epoche zeigen einen weiblichen Körper mit punktförmigen Brüsten und eingeritztem Schamdreieck oder weisen keine Geschlechtsmerkmale auf. Sie werden oft als Fruchtbarkeitssymbole gedeutet. Figuren mit männlichen Geschlechtsmerkmalen sind dagegen extrem selten und bislang nie in der anatomischen Detailtreue gefunden worden wie beim Adonis von Zschernitz: Eine weitere männliche Figur aus der älteren Bandkeramik ist aus Brunn am Gebirge bekannt, aus dem Kontext der Stichbandkeramik in Plotiště nad Labem (Böhmen). Eine Phallusdarstellung der Linienbandkeramik ist als modifizierter Knochenpfriem in der Fundstelle Viesenhäuser Hof (Stuttgart-Mühlhausen) gefunden worden. Eine bereits 1897 gefundene Figur aus Sabĕnice bei Most (Böhmen) ist hingegen nicht eindeutig der Bandkeramik zuzuweisen. Neben menschlichen Idolfiguren sind auch zahlreiche Tierfiguren bekannt (z. B. Bad Nauheim oder Kmehlen bei Meißen). Hinzu kommen Figuren mit sowohl menschlichen als auch tierischen Merkmalen (z. B. Nerkewitz oder Bina/Tschechien).

## Bewertung und Rezeption des Fundes
Neben der Detailtreue der anatomischen Darstellung ist am Adonis von Zschernitz auch die dynamische Körperhaltung ungewöhnlich. Während andere neolithische Figurinen meist aufrecht dargestellt wurden, ist der Adonis in der Hüfte leicht nach vorn gebeugt. Weitere Figurenbruchstücke, die im Sommer und Herbst 2003 bei Nachgrabungen in der bandkeramischen Siedlungsgrube des Adonis gefunden wurden, förderten einen weiteren Torso zutage, der als nach vorn gebeugtes menschliches Becken mit Beinen interpretiert wird. Anatomische Details sind nicht ausgeformt, wie auch die Figur trotz gleicher Größe wie der Adonis weit gröber gearbeitet ist. Die Autoren lassen offen, „...ob wir es hier mit den Resten einer Figurengruppe oder gar mit einer Kopulationsszene zu tun haben...“. Spekulationen einer Kopulationsszene aufgrund vermeintlich „weiblicher Beckenbruchstücke“ entbehren sachlicher Belege. Im Kontext des gesamten Spektrums Hunderter von Figuren der Bandkeramik wie auch der verwandten Vinča-Kultur in Südosteuropa gilt eine explizit erotische Darstellung als unwahrscheinlich, da sie mit der angenommenen Funktion als Hausgeister bzw. Schutzpatronen des Hauses nicht im Einklang steht.
Das Gesäß des Adonis zeigt Einritzungen, die als Tätowierungen oder Körperbemalung interpretiert werden. Diese Einschätzung ist insofern verwunderlich, als eindeutige Tierfiguren aus Ton (z. B. Kmehlen bei Meißen/Sachsen) ebenfalls Ritzornamente aufweisen, bei denen sicher nicht von Körperbemalung oder Tätowierung ausgegangen werden kann. Andere Archäologen interpretieren die Ornamente als Ränder von Bekleidungsstücken (Hemdausschnitte, Gürtel) bzw. als Textilmuster. Der Verein Bandkeramisches Aktionsmuseum e. V. unter Leitung von Jens Lüning fertigte im Jahre 2004 eine Leinenhose an, die die eingeritzten Ornamente auf dem Gesäß des Adonis als bunte Textilapplikationen zeigt.
Sachsen wurde wie das übrige Mitteleuropa um 5.500 v. Chr. mit den „Bandkeramikern“ erstmals durch eine bäuerliche Kultur besiedelt. Die hoch entwickelte materielle Kultur zeigt sich auch in aufwändig gebauten hölzernen Brunnen der Bandkeramik, wie beim unweit gelegenen Brunnen von Altscherbitz.